# Uromyces leonotidis
Uromyces leonotidis är en svampart som beskrevs av Bagyan., Gjaerum & M. Raju 2003. Uromyces leonotidis ingår i släktet Uromyces och familjen Pucciniaceae.   Inga underarter finns listade i Catalogue of Life.